# Merle unicolore
Turdus unicolor
Espèce
Statut de conservation UICN

 LC  : Préoccupation mineure
Le Merle unicolore (Turdus unicolor) est une espèce de passereaux appartenant à la famille des Turdidae. C'est une espèce monotypique.

## Habitats et répartition
Il est commun dans les forêts de l'Himalaya, se déplaçant plus au sud en Inde et au Pakistan en hiver.

## Comportement et alimentation
C'est un oiseau omnivore, mangeant une grande variété d'insectes, de vers de terre et de fruits.
Il niche dans les buissons. Il ne forme pas de grandes bandes.
Le mâle de ce petit merle a le dos d'un bleu-gris uniforme et un ventre blanchâtre. Les femelles et les jeunes oiseaux ont le dos plus brun.